# پیدهایتسی
شهر پیدهایتسی (به روسی: Підгайці) در استان ترنوپیل در کشور اوکراین واقع شده‌است. جمعیت این شهر  ۲,۶۶۱ (۲۰۲۱ تخمینی) است.